# Hôtel Joinville
L'hôtel Joinville est un ancien hôtel de l'île de La Réunion, département et région d'outre-mer français dans le sud-ouest de l'océan Indien. Situé au Barachois, à Saint-Denis, il abrite aujourd'hui des services de la préfecture de La Réunion, dont le siège se trouve dans l'hôtel de préfecture voisin. Propriété du conseil départemental de La Réunion depuis 1978, il est inscrit à l'inventaire supplémentaire des Monuments historiques depuis le 29 août 1989,.

## Histoire
Le premier propriétaire de la parcelle de terrain qui se trouve à côté de l'hôtel du gouvernement est Bernard Labadie à la fin des années 1780. Celui-ci fait construire des bâtiments en bois servant d'hôtel de voyageur.